# Bod varu (film)
Bod varu (anglicky Boiling Point) je anglický film z roku 2021 režiséra Philipa Barantiniho podle jeho vlastního scénáře.

## Děj
Hlavní postavou snímku je šéfkuchař Andy, se kterým strávíme jeden zběsilý večer na place luxusní londýnské restaurace. Andy (Stephen Graham) spěchá do práce, telefonuje se svým synem a nic nestíhá. Po příchodu do práce se setkává s nervózní vedoucí směny, hygienickou kontrolou, bývalým šéfem, který je dnes úspěšnou televizní kuchařskou hvězdou. Ačkoliv většina návštěvníků restaurace v pátek večer nic nepozná, Andymu se v průběhu jedné směny začíná hroutit život i pracovní tým.

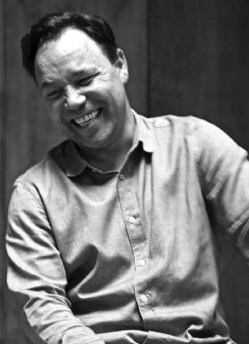
Herec Stephen Graham, hlavní postava filmu

## Natáčení
Snímek vznikl jako celovečerní rozšíření krátkého filmu stejného režiséra, film je natočen na jeden záběr. Inspiraci režisér získal při vlastní práci, kdy v průběhu začínající herecké kariéry začínal pracovat v restauracích a dva roky byl šéfkuchařem v luxusní restauraci. Původně bylo naplánováno více natáčecích dní a osm opakování, vzhledem k natáčení v době pandemie covidu-19 štáb rozhodl pouze o čtyřech pokusech, z nichž třetí byl nakonec vybrán pro finální verzi. S ohledem na způsob natáčení neměli herci pevný scénář, pouze dané momenty, ke kterým mají dospět.

## Přijetí
Film byl uveden v celosvětové premiéře na Mezinárodním festivalu v Karlových Varech 23. srpna 2021. Do českých kin jej uvedla společnost Aerofilms 3. února 2022. Kritika chválí herecký přínos Stephena Grahama, který v minulosti hrál v nezávislých britských filmech (This is England), seriálech (Impérium – Mafie v Atlantic City, Gangy z Birminghamu, Severní vody) i hollywoodských produkcích (Piráti z Karibiku, Irčan).

## Obsazení
| Stephen Graham   | Andy          |
| Hannah Walters   | Emily         |
| Vinette Robinson | Carly         |
| Ray Panthaki     | Freeman       |
| Jason Flemyng    | Alastair Skye |